# Margherita Zalaffi
Margherita Zalaffi (Siena, 7 aprile 1966) è un'ex schermitrice italiana, specializzata nel fioretto e nella spada.
È l'unica donna ad aver vinto medaglie olimpiche in due armi diverse.

## Palmarès

### Risultati élite
In carriera ha ottenuto i seguenti risultati:
Giochi olimpici
Individuale
A squadre
- Oro nel fioretto a Barcellona 1992[1].
- Argento nel fioretto a Seul 1988[2].
- Argento nella spada ad Atlanta 1996[3].

Mondiali
Individuale
A squadre
- Oro nel fioretto a Roma 1982
- Oro nel fioretto a Vienna 1983
- Oro nel fioretto a Lione 1990
- Oro nel fioretto a Budapest 1991
- Bronzo nel fioretto a Denver 1989
- Bronzo nella spada a Nîmes 2001

Mondiali militari
Individuale
- Oro nella spada a Viterbo 2000

A squadre
- Argento nella spada a Viterbo 2000

Europei
Individuale
A squadre
- Oro nella spada a Bolzano 1999

Universiadi
Individuale
A squadre
- Oro nel fioretto a Kōbe 1985
- Oro nel fioretto a Zagabria 1987
- Oro nel fioretto ad Duisburg 1989
- Oro nel fioretto a Sheffield 1991
- Oro nel fioretto a Buffalo 1993

Campionati italiani
Individuale
- Oro nel fioretto nel 1983
- Oro nel fioretto nel 1985
- Oro nel fioretto nel 1987
- Oro nel fioretto nel 1989
- Oro nel fioretto a Mazara Del Vallo 1991
- Oro nel fioretto nel 1992
- Oro nella spada nel 1996
- Argento nella spada a Livorno 2001
- Argento nella spada a Roma 2003

A squadre
- Oro nel fioretto a Firenze 1999
- Oro nella spada a Firenze 1999
- Oro nel fioretto a Livorno 2000
- Oro nella spada a Livorno 2000
- Oro nel fioretto a Conegliano Veneto 2002
- Oro nella spada a Conegliano Veneto 2002
- Oro nella spada a Roma 2003
- Oro nel fioretto a Tivoli 2009
- Argento nella spada a Livorno 2001
- Argento nella spada a Padova 2004
- Bronzo nel fioretto a Livorno 2001

### Risultati giovani
Mondiali giovani
Individuale
- Oro nel fioretto a Leningrado 1984
- Bronzo nel fioretto a Arnhem 1985

A squadre